# O'Higgins (1897)
O'Higgins byl pancéřový křižník postavený v britských loděnicích pro chilské námořnictvo. Ve službě byl v letech 1898–1933. Roku 1958 byl prodán k sešrotování a roku 1965 sešrotován. Konstrukce křižníků se osvědčila a stala se vzorem pro japonskou třídy Asama.

## Stavba

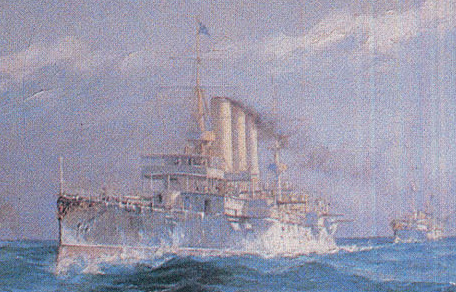
O'Higgins

Křižník navrhl britský konstruktér Philip Watts. Stavbu zajistila loděnice Armstrong Whitworth v Elswicku v Newcastle upon Tyne. Stavba byla objednána roku 1895. Zahájena byla v červenci 1896, v květnu 1897 byl spuštěn na vodu a 2. dubna 1898 byl přijat do služby.

## Konstrukce

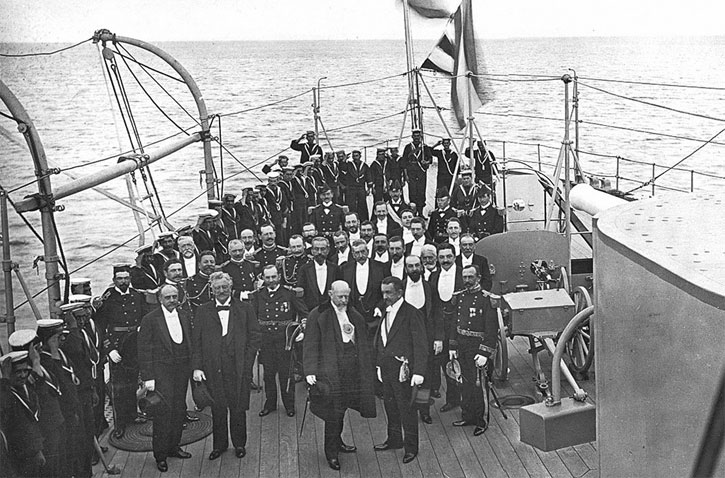
O'Higgins

Hlavní výzbroj tvořily čtyři 203mm kanóny ve čtyřech jednodělových věžích, rozmístěných na přídi, na zádi a po stranách předního komínu. Sekundární výzbroj představovalo deset 152mm kanónů umístěných ve čtyřech jednodělových věžích a v kasematách. Doplňovaly je čtyři 120mm kanóny, deset 76mm kanónů, deset 57mm kanónů a tři 450mm torpédomety. Pro pancéřování byla využita harveyovaná ocel. Pohonný systém tvořilo 30 kotlů a dva parní stroje s trojnásobnou expanzí o výkonu 16 000 hp, pohánějící dva lodní šrouby. Nejvyšší rychlost dosahovala 21 uzlů. Dosah byl 4580 námořních mil při rychlosti 8 uzlů.